# 纳拉萨拉奥佩特
纳拉萨拉奥佩特（Narasaraopet），是印度安得拉邦Guntur县的一个城镇。总人口95002（2001年）。

## 人口
该地2001年总人口95002人，其中男性47929人，女性47073人；0—6岁人口10502人，其中男5373人，女5129人；识字率64.50%，其中男性为71.60%，女性为57.26%。